# Tina Dickows diskografi
Den danske singer-songwriter Tina Dickows diskografi består af fem studiealbum, et opsamlingsalbum, et soundtrack-album, to liveudgivelser, og fem ep'er.

## Album

### Studiealbum
| Titel                                                            | Album detaljer                                                                              | Højeste placering | Højeste placering | Højeste placering | Certificering         |
| Titel                                                            | Album detaljer                                                                              | Danmark           | Schweiz           | Tyskland          | Certificering         |
| ---------------------------------------------------------------- | ------------------------------------------------------------------------------------------- | ----------------- | ----------------- | ----------------- | --------------------- |
| Fuel (som Tina Dickow and Sheriff)                               | - Udgivet: 3. april 2001 - Selskab: Finest Gramophone - Format: LP, CD, download            | —                 | —                 | —                 |                       |
| Notes                                                            | - Udgivet: 1. september 2003 - Selskab: Finest Gramophone - Format: LP, CD, download        | 40                | —                 | —                 |                       |
| In the Red                                                       | - Udgivet: 25. juli 2005 - Selskab: Finest Gramophone - Format: LP, CD, download            | 1                 | —                 | 84                | - 2× Platin (Danmark) |
| Count to Ten                                                     | - Udgivet: 3. september 2007 - Selskab: Finest Gramophone - Format: LP, CD, download        | 1                 | —                 | —                 | - 2× Platin (Danmark) |
| Where Do You Go to Disappear?                                    | - Udgivet: 3. september 2012 - Selskab: Finest Gramophone - Format: LP, CD, download        | 1                 | 98                | 59                | - Platin (Danmark)    |
| Whispers                                                         | - Udgivet: 22. august 2014 - Selskab: Finest Gramophone - Format: LP, CD, download          | 1                 | 44                | 26                | - Guld (Danmark)      |
| Fastland                                                         | - Udgivet: 28. september 2018 - Selskab: BMG, cntct Recordings - Format: LP, CD, download   | 1                 | —                 | —                 | - Guld (Danmark)      |
| Bitte små ryk                                                    | - Udgivet: 1. april 2022 - Selskab: Finest Gramophone, Universal - Format: LP, CD, download | 1                 | —                 | —                 | - Guld (Danmark)      |
| "—" markerer en udgivelse der ikke opnåede en hitlisteplacering. |                                                                                             |                   |                   |                   |                       |

### Opsamlingsalbum
| Titel               | Album detaljer                                                                    | Højeste placering | Certificering |
| Titel               | Album detaljer                                                                    | Danmark           | Certificering |
| ------------------- | --------------------------------------------------------------------------------- | ----------------- | ------------- |
| Welcome Back Colour | - Udgivet: 27. september 2010 - Selskab: Finest Gramophone - Format: CD, download | 1                 | - 5× Platin   |

### Soundtrack
| Titel             | Album detaljer                                                                       | Højeste placering | Certificering |
| Titel             | Album detaljer                                                                       | Danmark           | Certificering |
| ----------------- | ------------------------------------------------------------------------------------ | ----------------- | ------------- |
| The Road to Gävle | - Udgivet: 30. november 2009 - Selskab: Finest Gramophone - Format: LP, CD, download | 5                 | - Guld        |

### Liveudgivelser
| Live in the Red                                                  | - Udgivet: 13. marts 2006 - Selskab: Finest Gramophone - Format: DVD, download        | —  |
| Tina Dickow with The Danish National Chamber Orchestra           | - Udgivet: 14. november 2011 - Selskab: Finest Gramophone - Format: DVD, CD, download | 12 |
| "—" markerer en udgivelse der ikke opnåede en hitlisteplacering. |                                                                                       |    |

### Ep'er
| Titel                                                            | Album detaljer                                                                        | Højeste placering | Certificering |
| Titel                                                            | Album detaljer                                                                        | Danmark           | Certificering |
| ---------------------------------------------------------------- | ------------------------------------------------------------------------------------- | ----------------- | ------------- |
| Far                                                              | - Udgivet: 4. marts 2005 - Selskab: Finest Gramophone - Format: CD, download          | —                 |               |
| Live Session                                                     | - Udgivet: 31. juli 2006 - Selskab: Finest Gramophone - Format: Download              | —                 |               |
| iTunes Live: Berlin Festival                                     | - Udgivet: 16. juni 2008 - Selskab: Finest Gramophone - Format: Download              | —                 |               |
| A Beginning, A Detour, An Open Ending[A]                         | - Udgivet: 22. september 2008 - Selskab: Finest Gramophone - Format: LP, CD, download | 2                 | - Platin      |
| Live with The Danish National Chamber Orchestra                  | - Udgivet: 9. december 2010 - Selskab: Finest Gramophone - Format: Download           | —                 |               |
| En håndfuld danske                                               | - Udgivet: 1. december 2014 - Selskab: Finest Gramophone - Format: Download           | 12                | - Platin      |
| "—" markerer en udgivelse der ikke opnåede en hitlisteplacering. |                                                                                       |                   |               |

- A ↑ A Beginning, A Detour, An Open Ending er en samling af tre separate ep'er.

## Udvalgte singler
| Dato              | Titel                              | Album                                 |
| ----------------- | ---------------------------------- | ------------------------------------- |
| 1998              | "Your Waste of Time" / "My Mirror" | Fuel                                  |
| 2000              | "26 Friends" / "Different          | Fuel                                  |
| 2004              | "Break Of Day"                     | Notes                                 |
| 21. juni 2005     | "Nobody's Man"                     | In the Red                            |
| 16. oktober 2006  | "Give In"                          | In the Red                            |
| 20. august 2007   | "On the Run"                       | Count to Ten                          |
| 22. januar 2008   | "Sacre Coeur"                      | Count to Ten                          |
| 25. august 2008   | "A New Situation"                  | A Beginning, A Detour, An Open Ending |
| 23. februar 2009  | "Security Check"                   | A Beginning, A Detour, An Open Ending |
| 27. april 2009    | "Open Wide"                        | Count to Ten                          |
| 14. juni 2010     | "Welcome Back Colour"              | Welcome Back Colour                   |
| 11. oktober 2010  | "Copenhagen"                       | Welcome Back Colour                   |
| 22. november 2011 | "True North"                       | True North                            |
| 16. juli 2012     | "Moon to Let"                      | Where Do You Go to Disappear?         |
| 20. august 2012   | "You Wanna Teach Me to Dance       | Where Do You Go to Disappear?         |
| 3. december 2012  | "The World Is Perfect"             | Where Do You Go to Disappear?         |
| 5. maj 2014       | "Someone You Love"                 | Whispers                              |